# Brahms (krater)
Brahms är en nedslagskrater på planeten Merkurius, med en diameter på ungefär 100 kilometer.
1979 uppkallades kratern efter den tyske kompositören Johannes Brahms.